# Agui
Pour les articles homonymes, voir Agui (Mandchou).
Agui (阿久比町, Agui-chō) est un bourg du district de Chita, dans la préfecture d'Aichi, au Japon.

## Géographie

### Démographie
Au 1er janvier 2014, la population d'Agui s'élevait à 27 143 habitants répartis sur une superficie de 23,94 km2.